# Font dels vint-i-cinc dolls
La Font dels vint-i-cinc dolls o Font Reial de les vint-i-cincs Canelles és una font de finals del segle xviii alimentada pel manantial de Bellús, situada a la ciutat de Xàtiva, a la Costera, prop de l'Església de Sant Pere. La font té vint-i-cinc dolls que li dona nom. El sortidor central representa un rostre de persona barbuda en pedra del qual li surt aigua per la boca, mentre que la resta de sortidors, realitzats en bronze, tenen forma de serp.
Va ser construïda entre 1788 i 1804 en estil neoclàssic. Es va construir amb material de l'antic Portal de Cocentaina o Portal dels Banys, i originalment servia per a substituir l'abeurador, una antiga pica islàmica del segle xi que avui pot veure's exposada al Museu de l'Almodí. El 2008 fou restaurada amb la tècnica del sorrejat. Es coneix concessió per part del rei Jaume el Conqueridor a 1264 l'ús dels banys àrabs, que ja eren en ruïnes, i d'una font a lloc on ara hi ha la font dels vint-i-cinc dolls.
Una placa diu:
| « | “La sed apagó al labrador sediento. Con mis cristales Sétabis florece. Crece el comercio, la labranza crece. Población y cosechas acreciento”. | » |